# Иван Велчев (актьор)
Вижте пояснителната страница за други личности с името Иван Велчев.
Иван Цветанов Велчев е български актьор, певец и текстописец. Занимава се активно с озвучаване на филми, сериали и реклами.

## Ранен живот
Иван Велчев е роден на 4 юни 1986 г. във Враца. В детството си обикаля голяма част от Европа с театрална група „ТЕМП“ – Враца през 90-те години на 20-ти век.
Завършва актьорско майсторство за куклен театър в класа на професор Боньо Лунгов в НАТФИЗ „Кръстьо Сарафов“ през 2009 г., където учи с най-добрия си приятел и колега Петър Бонев.

## Актьорска кариера
Велчев участва в постановката „Питър Пан“ в Столичен куклен театър, след това играе в Драматично-куклен театър „Иван Радоев“.
През септември 2014 г. участва в музикалния спектакъл „Приказки с оркестър“ в Софийската филхармония, където си партнира с Милица Гладнишка.
През 2020 г. играе и в постановката „На един пръст от рая“ в Театър „Криле“ на „Сълза и смях“, където си партнира с Милица Гладнишка, Симеон Владов, Милена Маркова-Маца, Жанет Миовска, Николай Тодоров и Божидар Минков под режисурата на Алексей Кожухаров, премиерата трябваше да се състои през март, но беше отложен заради пандемията.
През 2022 г. участва и пише музиката на някои от песните в „Мелофобия“ в театър „Сълза и смях“, където играят Милица Гладнишка, Милена Маркова и Никеца, с режисьор Цвети Пеняшки.

## Кариера на озвучаващ актьор
Велчев започва да се занимава с озвучаване на филми, сериали и реклами през 2008 г., заедно с Петър Бонев след покана от Даниела Горанова. Взима участие във войсоувър и насинхронните дублажи на „Александра Аудио“, „БНТ“, „Медиа Линк“, „Доли Медия Студио“, „Андарта Студио“, „Ви Ем Ес“, „Про Филмс“ и „Саунд Сити Студио“.
Сред сериалите с негово участие са „Габриела – обрати на съдбата“, „Спаси ме“ (дублаж на bTV/„Медиа Линк“), „В обувките на Сатаната“, „Кое е това момиче?“, „Стрелата“, румънският сериал „Влад“ и други. Велчев е известен с ролите си в анимационни филми, които са Въртоглав в поредицата „Как да си дресираш дракон“, Анди в „Играта на играчките 3“, Мъб в „Тайната на горските пазители“, Дъсти в „Самолети“ и „Самолети: Спасителен отряд“, Бъч в „Том и Джери“, и Ейс, кучето на Батман в „DC Лигата на супер-любимците“.
От 2012 г. е официалният глас на Бъгс Бъни за България, като го озвучава в анимационните сериали „Шоуто на Шантавите рисунки“ и „Новите шантави рисунки“, както и пълнометражните филми „Шантави рисунки: Бягството на заека“ (дублаж на студио „Доли“) и „Космически забивки: Нови легенди“ през 2021 г.
През 2019 г. получава номинация за наградата „Икар“ в категория „Най-добър дублаж (актьор)“ за ролята на Джейми Фрейзър в „Друговремец“, заедно с Петър Бонев за Гуанга в „Малката стъпка“ и Здравко Методиев за Тоби в „Скорпион“.
От август 2020 г. той е гласът на таралежа Соник в „Приключенията на таралежа Соник“, записан в студио „Про Филмс“.
През 2021 г. получава втората си номинация за „Икар“ за „Най-добър дублаж“ за ролите на Влад, Чезар и Петре във „Влад“, заедно с Любомир Младенов за Клод Трепани в „Дървосекачи“ и Ивайло Велчев за Октай в „Мерием“. Печели Любомир Младенов.
През 2024 г. актьорът озвучава различни персонажи във филмовата поредица „Ледена епоха“ във войсоувър дублажа на „Доли Медия Студио“.
| Актьор              | Заглавия | Роли                                                 |
| ------------------- | --- | ---------------------------------------------------- |
| Адам Броуди         | Кое е това момиче? Шазам: Яростта на боговете | Бъркли Възрастният Фреди Фрийман                     |
| Айс Кюб             | Трите хикса 2: Следващо ниво (дублаж на Андарта Студио) Костенурките нинджа: Пълен хаос | Дариъс Стоун Суперфлай                               |
| Алън Тюдик          | Лабиринтът: В обгорените земи Rogue One: История от Междузвездни войни | Маркъс K-2SO (Кейту)                                 |
| Бен Афлек           | Трудна свалка Те живеят в нощта | Макс Да Коста Джо Кофлин                             |
| Бен Стилър          | Нощ в музея (дублаж на студио Доли) Нощ в музея 2 (дублаж на студио Доли) Нощ в музея: Тайната на гробницата (дублаж на студио Доли)                                                                                       | Лари Дейли                                           |
| Бил Хейдър          | Облачно с кюфтета Облачно с кюфтета 2: Отмъщението на огризките | Флинт Локууд                                         |
| Гарет Хедлънд       | Горещо кънтри (дублаж на студио VMS) Пан (дублаж на студио „Доли“) | Бо Хътън Джеймс Хук                                  |
| Гил Хил             | Ченгето от Бевърли Хилс (дублаж на „Медиа Линк“) Ченгето от Бевърли Хилс 2 (дублаж на „Медиа Линк“) | Инспектор Тод                                        |
| Дейн Кук            | Самолети Самолети: Спасителен отряд | Дъсти Кропхопър                                      |
| Денис Лиъри         | Ледена епоха 3: Зората на динозаврите (дублаж на „Медиа Линк“) Ледена епоха: Търсенето на яйцето | Диего                                                |
| Джейсън Марсдън     | Гуфи (филм) Екстремен Гуфи филм Отнесена от духовете Шаолински двубои (дублаж на „Про Филмс“) Кръстници вълшебници | Максимилиан „Макс“ Гуф Хаку Чейс Йънг Актьор от филм |
| Джеймс Маслоу       | Шеметен бяг (дублаж на TV7) Пингвините от Мадагаскар (дублаж на „Александра Аудио“) | Джеймс Даймънд Бобъра Джеймс                         |
| Джеф Бенет          | Атлантида 2: Завръщането на Майло Земята преди време Пингвините от Мадагаскар | Сам Маккийн Петри Армадило Кид                       |
| Джеф Бъргман        | Шоуто на Шантавите рисунки Семейство Флинтстоун: Разбиване в Каменната ера (дублаж на студио „Доли“) Шантави рисунки: Бягството на заека (дублаж на студио „Доли“) Новите шантави рисунки Космически забивки: Нови легенди | Бъгс Бъни Фред Флинтстоун Бъгс Бъни                  |
| Джон Ащън           | Ченгето от Бевърли Хилс (дублаж на „Медиа Линк“) Ченгето от Бевърли Хилс 2 (дублаж на „Медиа Линк“) | Сержант Джон Тагард                                  |
| Джон Ортис          | Бърз и яростен (дублаж на „Медиа Линк“) Бързи и яростни 6 | Артуро Брага / Рамон Кампос Артуро Брага             |
| Джонатан Лангдън    | Зомбита Зомбита 2 Зомбита 3 | Треньорът                                            |
| Джони Ноксвил       | Костенурките нинджа (филм, 2014) (дублаж на студио „Доли“) Почти магия | Леонардо Отец Гари                                   |
| Джовани Рибизи      | Контрабанда Селма | Тим Бригс Лий Уайт                                   |
| Ейбрахам Бенруби    | Кости АПБ | Уилис Маккълъм Пийт Маккан                           |
| Зак Ефрон           | Отново на 17 Лоракс | Майк О'Донъл като тийнейджър Тед Уигинс              |
| Кари Елуис          | Приключенията на Тинтин: Тайната на еднорога Накълс | Пилот "Пищовът" Пийт Уипъл                           |
| Кевин Харт          | Капитан Гащи: Първото епично приключение DC Лигата на супер-любимците | Джордж Биърд Ейс                                     |
| Кейлъм Уърди        | Остин и Али Джеси | Дез                                                  |
| Крисчън Бейл        | Покахонтас Ескорт до затвора | Томас Дан Евънс                                      |
| Куба Гудинг Джуниър | В какво се превръщат мечтите Селма | Албърт Люис/Иън Нилсън Фред Грей                     |
| Лакийт Станфийлд    | Селма Бягай! | Джими Лий Джаксън Андре Хейуърт / Лоуган Кинг        |
| Лукас Блек          | Бързи и яростни: Токио дрифт (дублаж на „Медиа Линк“) Обетована земя | Шон Бозуел Пол Гиъри                                 |
| Майкъл Уайс         | Хамелеонът (филм) Хамелеонът: Призрачният остров | Джеръд                                               |
| Марк Буун младши    | Синове на анархията Раждането на една нация | Робърт „Боби“ Мънсън Преподобният Уолтхол            |
| Мич Пиледжи         | Едно лудо ченге Батман | Декстър Хелвъншоу Комисар Джеймс Гордън              |
| Питър Динклидж      | Пиксели (дублаж на студио Доли) Круд: Нова епоха | Еди Плант Фил Бетерман                               |
| Рей Романо          | Ледена епоха (дублаж на студио Доли) Ледена епоха 2: Разтопяването (дублаж на студио Доли) | Манфред                                              |
| Роб Полсън          | Скуби-Ду: Арабски нощи (дублаж на „Александра Аудио“) Пингвините от Мадагаскар (дублаж на „Александра Аудио“) | Принцът Арчи                                         |
| Рос Линч            | Плажен тийн филм Плажен тийн филм 2 Върховният Спайдър-Мен | Брейди Джак Ръсел/Върколак през нощта                |
| Стивън Амел         | Кое е това момиче? Стрелата Легендите на утрешния ден (в епизод 1х01) Супергърл Костенурките нинджа: На светло (дублаж на студио „Доли“)                                                                                   | Кайл Оливър Куин/Зелената стрела Кейси Джоунс        |
| Сунг Канг           | Бърз и яростен (дублаж на „Медиа Линк“) Бързи и яростни 6 | Хан                                                  |
| Ти Джей Милър       | Как да си дресираш дракон (дублаж на „Александра Аудио“) Дракони Как да си дресираш дракон 2 Мечето Йоги (дублаж на „Александра Аудио“) Ледена епоха: Мамутска Коледа (дублаж на „Александра Аудио“)                       | Въртоглав Рейнджър Джоунс Прансър                    |
| Тимъти Олифант      | Лудо влюбена (дублаж на студио VMS) Търсенето на Линк | Майкъл Уилард Стенк                                  |
| Томас Ман           | Всъщност е забавна история (дублаж на „Медиа Линк“) Прелестни създания | Арън Фицкаралдо Уесли „Линк“ Линкълн                 |
| Тони Напо           | Зомбита Зомбита 2 Зомбита 3 | Зевон                                                |
| Фред Армисен        | Малките часове Лего Нинджаго: Филмът | Епископ Бартоломю Кол                                |
| Хю Джакман          | Клетниците Върколакът | Жан Валжан Върколака                                 |
| Чарли Шийн          | Заредено оръжие (дублаж на bTV) Мадеа и програмата за защита на свидетели | Гърн Себе си                                         |
| Юри Лоуентал        | Бен 10: Извънземна сила Бен 10: Ултра-извънземен Бен 10: Омнивърс | Бен Тенисън                                          |

## Личен живот
Към 2010 г. се среща с актрисата Бианка Цветкова, която е негова състудентка.
От 2013 г. има връзка с актрисата и певица Милица Гладнишка.

## Други дейности
В края на 2021 г. е композитор на пиесата „4 жени без 4G“ на режисьора Димитър Живков. Велчев е също композитор на песента „Искаш“ с Милица Гладнишка, която я изпълнява.